# Stazione di Erpelle-Cosina
La stazione di Erpelle-Cosina (in sloveno Hrpelje-Kozina) è una stazione ferroviaria posta sulla linea per Divaccia-Pola; serve l'omonimo comune.

## Storia
La stazione fu attivata il 20 settembre 1876, con l'apertura della ferrovia Istriana. Con l'apertura della linea Trieste-Erpelle nel 1887 la stazione diventò di diramazione, tale linea rimase in esercizio fino 31 dicembre 1958.
Dopo la prima guerra mondiale, con l'annessione della zona al Regno d'Italia, la stazione passò alle Ferrovie dello Stato italiane, assumendo il nome di Erpelle-Cosina.
Dopo la seconda guerra mondiale la stazione passò alla rete jugoslava (JŽ), venendo ribattezzata Hrpelje-Kozina, analogamente al centro abitato. Dal 1991 appartiene alla rete slovena (Slovenske železnice).